# Лестат де Лионкур
Леста́т де Лионку́р (англ. Lestat de Lioncourt) — центральный персонаж серии романов Энн Райс «Вампирские хроники», вампир. 
Лестат — седьмой сын маркиза д’Оверн; родился в 1760 году в Оверни, Франция, в замке своих предков. Несмотря на высокий статус в обществе, он вырос в относительной бедности, так как его предки растратили всё семейное богатство. Как самый младший член семьи Лестат ничего бы не унаследовал.
Возможно, поворотным моментом его смертной жизни было нападение на него стаи волков во время охоты в горах, окружающих Овернь. Он вернулся домой другим человеком, следовавшим отныне по своему собственному пути.
Он уходит в глубокую депрессию, переживая встречу с волками и размышляя о смысле жизни. С другом Николя он покидает Овернь и направляется в Париж, надеясь стать актёром. Во время представления он привлекает внимание древнего вампира по имени Магнус, который похищает Лестата и держит его взаперти.

## Как вампир
Найдя Лестата, Магнус делает его вампиром против его воли. Но Магнус, уставший от жизни, вскоре кончает жизнь самоубийством, бросившись в огромный костёр, оставляя Лестата одного без всяких наставлений. Лестат обнаруживает, что оказался наследником почти необъятных богатств и начинает изучать Париж.
Лестат всегда был очень одиноким существом. В детстве единственным членом семьи, с которым он был близок, была его одинокая мать. Габриэль де Лионкур была прекрасной женщиной итальянского происхождения, от которой Лестат унаследовал красоту и светлые волосы. Габриэль была единственным членом семьи, умеющим читать, и часто погружалась в романы, не следя за жизнью вокруг. Лестат и любил, и ненавидел её за это, но он был всё же единственным членом семьи, которому она могла довериться, поэтому у них появилась тихая, но крепкая связь. Из-за этого Лестат сделал Габриэль своей первой компаньонкой-вампиром, когда она приехала в Париж в поисках Лестата, желая увидеть сына в последний раз, перед тем как умереть от болезни.
Николя, который сбежал вместе с Лестатом  из Оверни в Париж, хорошо знал его, и они были очень близки. Оба работали в небольшом театре под названием «Рено» (англ. Renaud's), Лестат стал актёром, а Николя скрипачом в оркестре театра. После своего похищения и превращения Лестат отдалился от своих смертных друзей и семьи, но всё ещё помогал им. Он купил Николя квартиру и много других предметов роскоши. Всё это время Николя сильно подозревал Лестата, ему не нравилась его новая жизнь. Это подозрение возросло, когда Лестат исчез со своей матерью, после того, как она приехала больной, и Габриэль вернулась здоровой. В конце концов, Лестат сделал и Николя вампиром, после того, как спас его от группы религиозных вампиров, так называемых Детей тьмы, чьим лидером являлся сильный вампир Арман. Николя отказался от Лестата как от своего создателя и сошёл с ума. Лестат купил старый театр «Рено» и отдал его Арману, Николя и группе других вампиров, вышедших «на свет», а сам с Габриэль покинул Париж, чтобы исследовать мир.
За всю свою долгую жизнь Лестат постоянно терзался философскими вопросами, такими как «Являются ли мои действия хорошими или плохими?», «Существует ли Бог?», «Что происходит после смерти?», «Что делает человека счастливым?». Он обнаруживает что начинает любить человечество больше, чем когда-либо. Некоторое время он видит жизнь как «Сад Зла», полный красоты и смерти.
Всего за несколько столетий Лестат становится одним из самых сильных вампиров, сильнее его лишь самые древние, прожившие тысячелетия. Это отчасти из-за того, что Лестат получил кровь от Мариуса, очень древнего и сильного вампира, и связи Лестата с королевой вампиров Акашей.
Из-за его прямоты старшие вампиры любезно называют Лестата «надоедливым принцем»(принц-паршивец), и он носит этот титул с гордостью. Он очень тщеславен и рьяно следит за модой, и даже остановится в середине рассказа, чтобы описать читателю свой наряд. Он привлечён к своему временному интересу. Почти все его ранние отношения были с мужчинами. Лестат объясняет это тем, что женщины в те века не были такими интересными. Позже в серии он упоминает, что боится женщин и находит их в высшей степени отвлекающими. Однако, во время короткого промежутка смертной жизни Лестата (История похитителя тел) он влюбляется в одну монахиню, но она впадает в безумство, увидев его истинную сущность. Его внимание также привлекла дочь одного из наркобаронов, которого он наметил себе в жертвы. Но она сбежала, украв Туринскую плащаницу.
Одним из таких компаньонов-мужчин был Луи де Пон дю Лак, молодой  француз из Нового Орлеана, которого Лестат обратил в вампира в 1791 году. Почти целый век Лестат и Луи живут, путешествуют и убивают вместе. Хотя Луи считает, что Лестат сделал его вампиром, лишь чтобы получить его богатство, Лестат в своей книге утверждает, что был «фатально влюблён» в Луи.
Их отношения начинаются с недоверия и полуправды, хотя Лестат постепенно начинает видеть в Луи ученика, хотя он и часто отрицает его «уроки» убийства и жизни вампира.
Лестат и Луи «удочеряют» молодую сироту по имени Клодия в 1795 году, и Лестат обращает её в вампира против воли Луи, чтобы больше приблизить его к себе. Хотя Лестат пытается научить Клодию быть вампиром, она любит Луи, иногда игнорируя Лестата. В 1860 году Клодия начинает понимать реальность того, что она — бессмертная, которая никогда не станет женщиной.
Клодия пытается убить Лестата, дав ему тело отравленного мальчика, который выглядит, словно в обмороке (Энн Райс официально заявила, что питьё мёртвой крови не является смертельным для вампира), затем режет его горло и бьёт ножом в грудь. С помощью Луи она избавляется от тела Лестата, сбросив его в болото вблизи реки Миссисипи. Однако, Лестат выживает и нападает на Луи и Клодию с помощью превращённого в вампира молодого пианиста. Луи и Клодия убегают в Европу в отчаянии, предварительно спалив дом вместе с Лестатом. После их путешествия по Европе, Арман, лидер группы вампиров, временно берёт Луи под свою опеку, рассказывая ему о своих чувствах и правилах вампиров.
В романе «Интервью с вампиром», весной года интервью (хотя весной 1988 в экранизации), Луи опять встречает Лестата, который живёт в Новом Орлеане в ослабленном состоянии. Луи отворачивается от Лестата, чувствуя жалость и отвращение.
Но эту версию событий отрицает Лестат, который утверждает, что не встречался с Луи в той эре, хотя встречался с Арманом в те времена. Независимо от того, кто прав, Луи и Лестат встречаются в 1980-х, где их подхватывает водоворот событий, описанных в книге «Царица проклятых».
Через несколько лет после этого Лестата обнаруживает бывший сотрудник Таламаски, который нашёл способ обмениваться телами. Лестат получает возможность воплотить в жизнь свою заветную мечту — стать смертным. Эти события описываются в романе «История похитителя тел».
Лестат часто прикрывает свои недостатки и преувеличивает (или придумывает) свои достоинства. В книге «История похитителя тел» это подтверждено нападением Луи на Лестата из-за того, что тот постоянно утверждает в книгах, что некоторые события доводили его до слёз. Луи саркастически говорит, что, хотя он знал Лестата долгое время, он не помнит, чтобы Лестат когда-либо плакал.
Известно, что Лестат имеет «Умственный дар» — телепатия. Также, отпив древнейшей крови Акаши, он получил «Облачный дар» — способность летать. От Акаши он также получил способность убивать людей на расстоянии, уничтожая их внутренние органы, то есть «Огненный дар».
В романе «Мемнох-дьявол» Лестату предоставляется возможность побывать в раю и в аду, где он пьет кровь самого Иисуса Христа. Возвратившись, Лестат впадает в анабиоз.
Просыпается он уже в книге «Меррик», чтобы воскресить Луи.

## Лестат в других средах
В кинофильме Нила Джордана 1994 года «Интервью с вампиром: Хроника жизни вампира», роль Лестата исполнил Том Круз.
В фильме 2002 года «Королева проклятых» Лестата сыграл Стюарт Таунсенд. В этой экранизации Лестат был не только вампиром, но и рок-звездой. Сюжет фильма несколько не соответствовал литературной истории Лестата. Даже внешний вид вампира был изменён. Не стоит считать этот фильм экранизацией романов Энн Райс, он снят по мотивам романов и является самостоятельным произведением.
В шедшем на Бродвее с марта по май 2006 года и включающем музыку Элтона Джона и Берни Топина мюзикле «Лестат» роль Лестата играет ветеран Бродвея Хью Панаро.
В телесериале «Интервью с вампиром» 2022 года Лестата сыграл Сэм Рид.

## Вампиры, созданные Лестатом
- Габриэль де Лионкур
- Николя де Ленфен
- Луи де Пон дю Лак
- Клодия
- Антуан
- Дэвид Тальбот
- Мона Мэйфейр
- В киноленте «Королева проклятых» Лестат также обратил Джесси Ривс в вампира, но в книге это сделала вампирша Маарет.